# Great Mazinger
Great Mazinger (jap. グレートマジンガー) ist ein Manga des japanischen Zeichners Go Nagai. Toei Animation produzierte eine Anime-Adaption mit 56 Folgen. Das Werk ist in die Genres Action, Science Fiction und Mecha einzuordnen und ist die Fortsetzung von Mazinger Z.

## Handlung
Nach dem Tod von Doctor Hell, den der Kampfroboter Mazinger Z besiegt hat, kehrt zunächst Frieden ein. Das Reich Mikene aus dem Untergrund will die Oberfläche und seine Einwohner erobern. Der Kaiser der Dunkelheit ist Mikenes Führer. Das unterirdische Reich schickt zwei starke Roboter zur Oberfläche, die Mazinger Z besiegen und das Forschungsinstitut für Photonenenergie zerstören. Plötzlich erscheint der neue Roboter Great Mazinger, der die Mikenischen Roboter einfach vernichtet.
Kōji Kabuto, der Pilot des Mazingers Z, reist in die USA, um in einer US-amerikanischen Universität zu studieren. Tetsuya Tsurugi, der den Great Mazinger steuert, ist der neue Kämpfer der Menschheit gegen das Reich Mikene. Professor Kenzo Kabuto, der Erfinder des Great Mazingers und Chef der Festung der Wissenschaft, hilft Tetsuya Tsurugi gegen das Mikenische Reich.
Die Roboter von Mikene verlieren jede Schlacht gegen Great Mazinger. Doktor Hell wird vom Kaiser der Dunkelheit wieder belebt, um die Kampfkraft zu stärken. Professor Kenzo Kabuto wird während eines Angriffs auf die Festung verletzt. Am Ende gelingt es Tetsuya und Great Mazinger mithilfe von Kōji und Mazinger Z, das Reich Mikene zu zerstören.

## Figuren
- Tetsuya Tsurugi: Der Pilot des Roboters Great Mazinger. Er war ein Waisenkind, der von Professor Kenzo Kabuto adoptiert wurde. Später trainierte Kenzo Kabuto ihn, um Great Mazinger zu steuern. Tetsuya ist mutig, aber er ist machohaft und ungestüm.
- Jun Hono: Die Pilotin des weiblichen Roboters Venus A. Sie ist ein dunkelhäutiges Mädchen, ihr Vater war Afroamerikaner und ihre Mutter eine Japanerin.
- Professor Kenzo Kabuto: Er ist ein japanischer Wissenschaftler. Kenzo ist Professor Juzo Kabutos Sohn, Koujis und Shiros Vater und der Erfinder von Großen Mazinger.

## Veröffentlichung
Der Manga erschien von Oktober 1974 bis Oktober 1975 im TV Magazine des Verlags Kodansha. Die Kapitel erschienen auch in zwei Sammelbänden.

## Adaptionen

### Fernsehserie
1974 produzierte das Studio Toei Animation eine 56-teilige Anime-Fernsehserie zum Manga. Der Originaltitel lautet jap. グレートマジ・ガー, Gurêto Majingâ. Das Charakterdesign entwarf Keisuke Morishita. Die Serie wurde vom 8. September 1974 bis zum 28. September 1975 durch Fuji TV in Japan ausgestrahlt.
Telecinco sendete den Anime in Spanien und Canale 5 und Super 3 in Italien.

#### Synchronisation
| Rolle            | Japanischer Sprecher (Seiyū) |
| ---------------- | ---------------------------- |
| Tetsuya Tsurugi  | Keiichi Noda                 |
| Kenzō Kabuto     | Hidekatsu Shibata            |
| Shiro Kabuto     | Kazuko Sawada                |
| Kouji Kabuto     | Hiroya Ishimaru              |
| Ankoku Daishogun | Kenichi Ogata                |
| Duke Gorgon      | Osamu Kato                   |
| Sayaka Yumi      | Kotoe Taichi                 |
| Jun Honoo        | Yumi Nakatani                |

#### Musik
Die Musik der Serie wurde komponiert von Michiaki Watanabe. Für den Vorspann verwendete man das Lied Great Mazinger, für den Abspann Yūja wa Mazinger, beide von Ichirō Mizuki, Koorogi ’73 und dem Columbia Yurikago-kai – einer Zusammenarbeit des Kinderchors Otowa Yurikago-kai (音羽ゆりかご会) mit Columbia Music Entertainment um Lieder für Anime zu singen.

### Filme und OVA
Great Mazinger diente als Basis für die Filme Great Mazinger gegen Grendizer und Great Mazinger gegen Getter Robo G. Neben Mazinger Z war Great Mazinger Teil der OVA Mazinkaiser von 1999.